# Arthur Griffith
Arthur Griffith, in irlandese Art Ó Gríobhtha (Dublino, 31 marzo 1872 – Dublino, 12 agosto 1922), è stato un patriota e politico irlandese di antiche origini gallesi. Fu il fondatore del Sinn Féin nel 1905 e guidò il partito dal 1908 al 1917.
Dopo aver guidato la delegazione irlandese a Londra per le trattative che avrebbero portato alla firma del Trattato Anglo-Irlandese fu Presidente del Dáil Éireann dal gennaio all'agosto del 1922, quando morì per un attacco di cuore, poche settimane dopo lo scoppio della Guerra Civile Irlandese.